# Esther Bejarano
Pour les articles homonymes, voir Bejarano.
Esther Bejarano, née Esther Loewy le 15 décembre 1924 à Sarrelouis (Allemagne) et morte le 10 juillet 2021 à Hambourg (Allemagne), est une musicienne allemande.
Elle fut, avec Anita Lasker-Wallfisch, l'une des dernières survivantes de l'orchestre des femmes d'Auschwitz.

## Biographie
Esther Loewy est la fille de Rudolf Loewy un hazzan de différentes communautés juives. Son père décèle son intérêt pour la musique et lui fait apprendre le piano. Elle déménage avec sa famille à Ulm en 1936. À 15 ans elle doit se séparer de sa famille, qui l'envoie se réfugier en Palestine mandataire. Mais ce voyage ne peut avoir lieu.
En 1941, elle est envoyée dans un camp de travail à Rietz-Neuendorf, près de Fürstenwalde. Durant deux ans, elle fait des travaux pour une pépinière locale. Le 20 avril 1943, tous les prisonniers sont déportés avec un millier de juifs vers Auschwitz. Elle transporte des pierres jusqu'à la création de l'orchestre. Elle y joue de l'accordéon. Elle est ensuite emmenée à Ravensbrück. Elle parvient à s'enfuir lors d'une marche de la mort en 1945.
Elle vit durant quelques mois dans une communauté formée avec 70 autres survivants, dont Sylvia Wagenberg, autre membre de l'orchestre, qui se préparent à émigrer en Israël. Déçue par l'attitude du gouvernement israélien, elle retourne en Allemagne quinze ans plus tard. Dans les années 1980, elle fonde avec sa fille Edna et son fils Joram le groupe « Coïncidence » avec pour répertoire des chansons du ghetto juif et d'autres chansons anti-fascistes.
Esther Bejarano vit à Hambourg. Un scandale se produit le 31 janvier 2004 lors d'une manifestation contre un rassemblement nazi dans la ville lorsqu'elle est atteinte par un canon à eau de la police.
Elle a été fondatrice et présidente du Comité international d'Auschwitz, présidente d'honneur de l'Association des persécutés du régime nazi et titulaire de la Médaille Carl von Ossietzky.
En octobre 2008, elle reçoit la Croix d'officier de l'ordre du Mérite de la République fédérale d'Allemagne et en avril 2012 le titre de la Croix de commandeur.

### Filmographie
- (it) Esther che suonava la fisarmonica nell’orchestra di Auschwitz, d'Elena Valsania, Felìz - Edizioni SEB27, DVD annexé au volume d'Esther Béjarano, La ragazza con la fisarmonica. Dall’orchestra di Auschwitz alla musica Rap, un cours d'Antonella Romeo, préface de Bruno Maida, Edizioni SEB27, 2013  (ISBN 978-88-86618-94-6)